# 弥永真生
弥永 真生（やなが まさお、1961年〈昭和36年〉 - ）は、日本の法学者。専門は、商法・企業会計法。明治大学専門職大学院会計専門職研究科教授。
元筑波大学大学院ビジネス科学研究科教授。明治大学大学院会計専門職研究科講師、慶應義塾大学法科大学院講師、早稲田大学大学院会計研究科講師、東北大学法科大学院講師、会計士補。竹内昭夫門下。

## 来歴
東京都生まれ。明治大学在学中、不動産鑑定士二次試験、公認会計士二次試験に合格。卒業後、東京大学法学部に学士入学する。東京大学在学中、司法試験、公認会計士三次試験に合格する。

## 学歴
- 1980年 広島三育学院高等学校卒業
- 1981年 司法試験一次試験合格
- 1982年 公認会計士試験二次試験合格
- 1983年 不動産鑑定士試験二次試験合格
- 1984年 明治大学政治経済学部経済学科卒業（首席・経済学士)
- 1984年 司法試験二次試験合格
- 1986年 公認会計士試験三次試験合格
- 1986年 東京大学法学部第1類（私法コース）卒業（首席・法学士)

## 職歴
- 1986年 東京大学法学部助手
- 1989年 筑波大学社会科学系講師
- 1992年 筑波大学社会科学系・大学院経営政策科学研究科企業科学専攻助教授
- 2002年 筑波大学社会科学系教授・大学院ビジネス科学研究科教授
- 2002年 公認会計士試験委員
- 2003年 司法試験考査委員（短答式試験のみ）
- 2008年4月 - 2010年3月 筑波大学大学院ビジネス科学研究科企業科学専攻長
- 2011年4月 - 筑波大学大学院ビジネス科学研究科企業法学専攻長
- 2021年4月 - 明治大学専門職大学院会計専門職研究科教授

## 専門分野
コンピュータ法、金融機関の規制、会社法、制度会計論

## 著作

### 著書
- 『リーガルマインド会社法』有斐閣、1993年9月。ISBN 9784641037755。
  - 『リーガルマインド会社法』（第15版）有斐閣、2021年4月。ISBN 9784641138643。
- 『ハウツー勉強 受験三冠王が語る合格へのパスポート』福音社〈三育図書教育シリーズ〉、1993年11月。ISBN 9784892220760。
- 『企業会計と法』新世社〈新法学ライブラリ 31〉、1995年9月。ISBN 9784915787546。
  - 『企業会計と法』（第2版）新世社〈新法学ライブラリ 31〉、2001年3月。ISBN 9784883840250。
- 『リーガルマインド 手形法・小切手法』有斐閣、1995年11月。ISBN 9784641038349。
  - 『リーガルマインド 手形法・小切手法』（第3版）有斐閣、2018年11月。ISBN 9784641138049。
- 『会社法』弘文堂〈論点講義シリーズ 1〉、1996年9月。ISBN 9784335311314。
  - 『会社法』（第5版）弘文堂〈論点講義シリーズ 1〉、2003年5月。ISBN 9784335312212。
- 『企業会計法と時価主義』日本評論社、1996年8月。ISBN 9784535510715。
- 『デリバティブと企業会計法』中央経済社、1998年7月。ISBN 9784502159237。
- 『リーガルマインド商法総則・商行為法』有斐閣、1998年10月。ISBN 9784641132009。
  - 『リーガルマインド商法総則・商行為法』（第3版）有斐閣、2019年3月。ISBN 9784641138070。
- 『商法計算規定と企業会計』中央経済社、2000年3月。ISBN 9784502171826。
- 『会計監査人の責任の限定』有斐閣、2000年7月。ISBN 9784641132436。
- 『ケースで解く会社法』日本評論社、2000年11月。ISBN 9784535512474。
  - 『ケースで解く会社法』（第2版）日本評論社、2003年6月。ISBN 9784535513921。
- 『法律学習マニュアル』有斐閣、2001年12月。ISBN 9784641027701。
  - 『法律学習マニュアル』（第4版）有斐閣、2016年4月。ISBN 9784641125841。
- 『平成14年改正商法解説』有斐閣〈有斐閣リブレ No.45〉、2002年8月。ISBN 9784641077591。
- 『監査人の外観的独立性』商事法務、2002年9月。ISBN 9784785710125。
- 『コンメンタール商法施行規則』商事法務、2003年5月。ISBN 9784785710675。
  - 『コンメンタール商法施行規則』（改訂版）商事法務、2004年7月。ISBN 9784785711658。
- 『「資本」の会計 商法と会計基準の概念の相違』中央経済社、2003年9月。ISBN 9784502198502。
- 『最新重要判例200商法』弘文堂、2004年5月。ISBN 9784335301551。
  - 『最新重要判例200「商法」』（第3版）弘文堂、2010年3月。ISBN 9784335301629。
- 『演習会社法』有斐閣〈法学教室library〉、2006年5月。ISBN 9784641134645。
  - 『演習会社法』（第2版）有斐閣〈法学教室library〉、2010年12月。ISBN 9784641134645。
- 『会社計算規則集 会計基準・財規等対照式 「ポイント解説」付』中央経済社、2006年9月。ISBN 9784502265501。
- 『コンメンタール会社計算規則・改正商法施行規則』商事法務、2006年10月。ISBN 9784785713652。
  - 『コンメンタール会社計算規則・商法施行規則』（改題改訂版）商事法務、2007年10月。ISBN 9784785714611。
  - 『コンメンタール会社計算規則・商法施行規則』（第4版）商事法務、2022年3月。ISBN 9784785729448。
- 『コンメンタール会社法施行規則・電子公告規則』商事法務、2007年3月。ISBN 9784785714161。
  - 『コンメンタール会社法施行規則・電子公告規則』（第3版）商事法務、2021年7月。ISBN 9784785728786。
- 『会社法の実践トピックス24』日本評論社、2009年2月。ISBN 9784535516571。
- 『会社法新判例50』有斐閣〈Jurist books〉、2011年7月。ISBN 9784641136052。
- 『会計基準と法』中央経済社、2013年6月。ISBN 9784502070808。
- 『会計監査人論』同文舘出版、2015年6月。ISBN 9784495465315。
- 『会計処理の適切性をめぐる裁判例を見つめ直す』日本公認会計士協会出版局、2018年7月。ISBN 9784904901823。
- 『監査業務の法的考察』日本公認会計士協会出版局、2021年6月。ISBN 9784910136097。
- 『中小企業会計とその保証』中央経済社、2022年3月。ISBN 9784502410215。

### 編著
- 布施伸章、藤津康彦、鈴木克昌『過年度決算訂正の法務』中央経済社、2009年3月。ISBN 9784502977503。
  - 布施伸章、藤津康彦、鈴木克昌『過年度決算訂正の法務』（第2版）中央経済社、2011年7月。ISBN 9784502043604。
- 松本祥尚、森田多恵子、柿﨑環、岩崎俊彦、吉武一、町田祥弘『企業集団における内部統制』同文舘出版、2016年6月。ISBN 9784495204716。

### 共著
- 弥永真生、足田浩『税効果会計』中央経済社、1997年5月。ISBN 9784502143731。
- 弥永真生、野田輝久『企業組織再編の法実務 建設業経営革新のために』建設産業経理研究所、2002年9月。ISBN 9784433278724。
- 弥永真生、松井秀樹、武井一浩『ゼミナール会社法現代化』商事法務、2004年3月。ISBN 9784785711306。
- 田中建二、弥永真生、米山正樹『時価会計と減損』中央経済社〈Global accounting〉、2004年7月。ISBN 9784502190209。
- 田中建二、弥永真生、米山正樹『時価会計と減損』中央経済社〈Global accounting〉、2006年10月。ISBN 9784502261800。
- 弥永真生、久保克行、有吉尚哉、松尾拓也、石田猛行、武田智行『役員報酬改革論 日本経済復活の処方箋』商事法務、2018年11月。ISBN 9784785726805。

### 共編
- 弥永真生・山田剛志・大杉謙一 編『現代企業法・金融法の課題』弘文堂、2004年10月。ISBN 9784335352881。
- 森本滋・弥永真生 編『計算等 2』商事法務〈会社法コンメンタール 11〉、2010年8月。ISBN 9784785717889。
- 江頭憲治郎・弥永真生 編『計算等 1』商事法務〈会社法コンメンタール 10〉、2011年10月。ISBN 9784785719265。
- 弥永真生・宍戸常寿 編『ロボット・AIと法』有斐閣、2018年4月。ISBN 9784641125964。

### 共編著
- 太田達也、阿部光成 著、弥永真生・郡谷大輔・和久友子 編『会社決算ハンドブック』商事法務、2007年4月。ISBN 9784785714291。
  - 太田達也、阿部光成 著、弥永真生・郡谷大輔・和久友子 編『会社決算ハンドブック』（第2版）商事法務、2008年4月。ISBN 9784785715335。
- 弥永真生・山田剛志 編『AI・DXが変える現代社会と法』商事法務、2021年3月。ISBN 9784785728458。

### 補訂
- 竹内昭夫『株式会社法講義』弥永真生補訂、有斐閣、2001年7月。ISBN 9784641132658。

### 監修
- ジュリスト編集室 編『会社法新旧対照条文』弥永真生監修、有斐閣〈ジュリスト増刊〉、2005年11月。ISBN 9784641113909。
- 西村ときわ法律事務所 編『新会社法実務相談』弥永真生・岩倉正和・太田洋・佐藤丈文監修、商事法務、2006年7月。ISBN 9784785713478。
  - 西村ときわ法律事務所 編『会社法実務相談』弥永真生・岩倉正和・太田洋・佐藤丈文監修（改題改訂版）、商事法務、2016年11月。ISBN 9784785724580。